# Tetramorium dominum
Tetramorium dominum är en myrart som beskrevs av Bolton 1980. Tetramorium dominum ingår i släktet Tetramorium och familjen myror. Inga underarter finns listade i Catalogue of Life.